# State of Decay
State of Decay је акционo-авантуристичка игра преживљавања, креирана од стране Ундеад Лабс (енгл. Undead Labs) и објављена од стране Мајкрософт-а. Акценат ставља на то како се играчеве вештине лидера могу понашати против проблема, као што су недостатак хране и лекова, одбране базе, истребљење зомбија као и одржавање колегијалности и морала. Игра комбинује елементе пуцања, играња улога, преживљавања, као и борбе против мртвих.
Игрица је објављена за Xbоx 360 5. јуна 2013. године и пристигле су позитивне критике. Верзија за Мајкрософт објављена је 20. септембра 2013. путем Стеамовог раног приступа.State of Decay 2 је изашла 22. маја 2018. уз додатак да више играча могу да играју (енгл. Multiplayer).

## Радња игре
State of Decay садржи елементе борбе и симулације трећег лица. Играч је задужен за малу групу преживелих и може или пратити причу или обављати задатке који обезбеђују опстанак њихове заједнице. Играч може бирати између неколико локација да би саградио базу, а затим је ојачао и побољшао разним објектима као што су куле са стражарима, баште, спаваћим собама, кухињом, радионицама итд. Како би преживели карактери били безбедни и здрави. Део игре је уравнотежена употреба хране, лекова, муниције и грађевинског материјала. Они се могу добити чишћењем, трговином, а у бази се може само храна узгајати.
Играч може комуницирати са преживелима ван своје групе: трговати са њима, помагати им или их регрутовати. Игра садржи два типа односа, први одређује може ли се карактер регрутовати, а други диктира да ли се може контролисати. Истовремено се може контролисати само један преживели, иако играч може затражити од АИ играча да им се придружи.
Прича игре садржи 150 карактера, са различитим цртама лица и одећом. Сваки лик има скуп особина које им дају предности или недостатке. Осим ликова повезаних са причом, већина ликова се може доделити преживелим групама и регрутовати. Сваки лик такође има став, на који утичу догађаји у игри, и који могу утицати на њихово понашање, понекад захтева и интервенцију играча.
Зомбији су главна претња у State of Decay. Они се бесконачни број пута појављују (енгл. Respawn), привлачи их бука и способни су да трче готово једнако брзо као и ликови. Играч може изабрати да им се директно супростави, да им се потајно прикраде или да им привуче пажњу користећи ватромет. Поред тога, постоје посебне врсте зомбија, попут „Чудака" (енгл. Ferals), и зомбија налик тенку (енгл. Juggernauts) који су прилично опасни у међусобним сукобима. Игра нема људске непријатеље, само зомбије. У игри се налази преко 100 различитих оружја, укључујући око 30 хладних, који се могу наћи током чишћења (не могу се правити). Сва оружја имају своју трајност и ломиће се уколико се претерано користе без поправке. Поред оружја, играч може пронаћи или направити разне потрошне материјале, како би побољшао своје шансе за преживљавање, попут лекова против болова. Поред ходања, играч има приступ неколико врста аутомобила, сваки са својим карактеристикама. Сва возила се могу оштетити или уништити приликом преласка преко зомбија или ударања препрека. Такође се могу и поправити у бази уз неопходне алате и простор.

## Зaплет
Прича се одвија у измишљеној долини Трумбул (енгл.Trumbull Valley). Први карактер јесте Маркус Камбел, радник у продавници. Након што се са пријатељем и локалцем из Трембула, Едом Џоунсом, вратио са пецања, открио је да се свет развио у апокалипсу зомбија. Њима се ускоро и придружује Маја Торес, војник. Убрзо наилазе на воки-токи и успостављају контакт са Лили Ритер. Пратећи њене смернице, они крећу у цркву која се зове Црква Узашашћа, где су Лили и неколико других преживелих направили базу. Када је Ед био рањен, трио прихвата Лилину понуду да остану. Како игра напредује, преживели постају свесни присуства војске Сједињених Америчких Држава у долини Трумбул, вођену од стране наредника Ерика Тана и капетана Диане Монтосор. Убрзо сазнају да војсци главни приоритет није евакуација преживелих, већ задржавање и покушавање проналажења узрока избијања епидемије. Играчи такође проналазе да је локални грађански лидер, судија Лавтон, забарикадирала судницу са локалном полицијом. Kоначно, играчи су упознати са Вилкерсонсима, групом шверцера који користе апокалипсу да би профитирали и искористили преживеле. Пред крај, судница је пробијена и судија Лавтон умире. Капетан Монтерсор је евакуисана, остављајући за собом наредника Тана и своје људе. Играч заједно са Таном открива бројне лешеве бачене у резервоар, објашњавајући узрок „Црне грознице", која је погодила бројне преживеле у долини Трумбул. Будући да је једини извор воде контаминиран и дугорочно преживљавање није опција, планирају да напусте долину. Након упада у складиште преплављено зомбијима, како би узели експлозив, група се упутила на једини пут који води ван долине, који је блокиран великим бетонским зидом. Док Тан поставља експлозив, играч задржава долазеће зомбије. Тан схвата да је детонатор неисправан, а експлозиви не могу да се детонирају са сигурне удаљености. Волонтира да га ручно детонира, тврдећи да је већ заражен. Жртвује се и активира експлозив који руши зид. Како се дим чисти, играч примећује да је и друга страна испуњена уништеним аутомобилима и каросеријама, што показује да се зараза већ проширила изван долине. Преживели напуштају долину, и игра се завршава.

## Додаци за игру

### Распад
20. јула 2013, Ундеад Лабс је најавио надолезећи садржај за преузимање под називом „Распад", и за компјутере и за конзоле. Нови садржај откључава „Песак додатак", где играч води групу преживелих како би побегли из долине. Такође, омогућава бесконачну радњу игре без приче, уз тестирање вештина преживљавања. Нови садржај додаје 6 нивоа за играче у којима ће преживљавати. Како играч напредује, од једног нивоа до другог, потешкоће се повећавају, што резултира бројнијим, бржим и јачим зомбијима. Присиљавајући играче да се прикрадају по мапи и да користе бројне методе ради одвраћања пажње, ради преживљавања више нивоа. Да би наставио на следећи ниво, играч мора пронаћи возило које се ствара на насумичној локацији. Играчима је дозвољено да узму тачно 6 карактера са собом на виши ниво. Ундеад Лабс је 15. новембра 2013. званично објавио коначан датум пуштања игрице у промет за 29. новембар 2013.

### Линија живота
Убрзо након објављивања „Распада", Ундеад Лабс је објавио да је други садржај за скидање у фази израде. Играч ће играти улогу војне јединице и имаће задатак да задржи живу групу преживелих довољно дуго да их доведе до сигурности, као и да брани главну базу постављањем замки. Али за разлику од типичних база за преживљавање које се баве само вишком хорди, постоји нова опасност која се зове „рација". Оне постају прогресивно тешке са сваком новом која прође. Такође овај додатак садржи и нову мапу и нову причу. Ундеад Лабс очекује да ће бити објављен 6. јуна 2014. Датум објављивања лансиран је у петак, 30. маја, раније него што се очекивало.

## Развој
Игрица State of Decay је први пут најављена 2011. године као ексклузивни наслов Xbоx аркадне игре, првобитно назван Class 3. Џеф Стрејн (енгл. Јеff Strain), оснивач АrenaNet-a и креатор игрице World оf Wаrcraft желео је игру у којој би поједини играчи могли да направе своје планове за опстанак у зомби апокалипси и да их ставе на тест. Затим је кренуо у креирање игре која се покреће на CryEngine 3. 16. маја 2013. године, Ундеад Лабс је објавио да је видео игра State of Decay ушла у последњи процес сертификације и да је сада спремна за тестирање од стране издавача игре. State of Decay је замишљена као корак ка Ундеад Лабс потпуну онлајн конзолну игрицу, Class 4.Class 4 ће бити једна од првих зомби игрица које се играју умрежено преко интернета (енгл. Multiplayer) а која стиже на Xbоx Оне. У интервјуу за 2014. годину, оснивач Ундеад Лабс-а, Џеф Стрејн, изјавио је да је State of Decay и званично постао франшиза и да је потврђено партнерство компаније са Majkrosoft Studios. Изјавио је да је прва игра State of Decay била „тек почетак дугорочних амбиција компаније Ундеад Лабс".

## Одзив
State of Decay добио је позитивне критике. Метакритични резултати се крећу од 60/100 до 100/100, са просечном оценом 78/100. Игра се продала у више од 250.000 примерака у првих 48 сати. Од 17. јуна 2013, игра је продата у више од 500.000 примерака. Крајем јуна игра је продата у више од 700.000 примерака, што је чини другом најбрже продаваном XБЛА (Xbоx Live Аrkade) игром свих времена. Ундеад Лабс је 30. новембра, објавио да продато више од једног милиона примерка игре.
Полигон је дао позитивну критику, похваливши опстанак и све аспекте у игри. Дана 11. јула 2013, игрица је оцењена за узраст 18+ због великог утицаја на насиље.

## Други део
Наставак, State of Decay 2, најављен је на  Xbox 2016. Е3 конференцији. Игра је објављена 22. маја 2018. године.

## Спољашне везе
- Званични веб-сајт
- State of Decay  на веб сајту Моби Гејмс